# Termitosphaera immaculata
Termitosphaera immaculata är en tvåvingeart som beskrevs av Borgmeier 1964. Termitosphaera immaculata ingår i släktet Termitosphaera och familjen puckelflugor.
Artens utbredningsområde är Myanmar. Inga underarter finns listade i Catalogue of Life.